# Мејплтаун (Канзас)
Мејплтаун (енгл. Mapleton) град је у америчкој савезној држави Канзас.

## Демографија
По попису из 2010. године број становника је 84, што је 14 (-14,3%) становника мање него 2000. године.
| Група             | 2000.      | 2010.      |
| Белци             | 95 (96,9%) | 83 (98,8%) |
| Афроамериканци    | 0 (0,0%)   | 0 (0,0%)   |
| Азијати           | 0 (0,0%)   | 1 (1,2%)   |
| Хиспаноамериканци | 1 (1,0%)   | 0 (0,0%)   |
| Укупно            | 98         | 84         |